# Sendeturm Berlin-Waidmannslust
Der Sendeturm Berlin-Waidmannslust (ⓘ) war ein frei stehender Stahlfachwerkturm in der Rue Montesquieu in der Cité Foch in Berlin-Wittenau, von dem von 1957 bis 1994 das Programm von Radio Forces Françaises de Berlin (FFB) mit der Frequenz 93,6 MHz mit 25 kW (nach Franzis 3 kW) ERP gesendet wurde.
Dieser Turm war besonders wegen des rot-weiß geringelt lackierten Antennenschutzrohrs aus glasfaserverstärktem Kunststoff an seiner Spitze ein auffälliges Bauwerk.
Nach dem Abzug der Besatzungstruppen in dem Sommer des Jahres 1994 übernahm der Bundesnachrichtendienst das Grundstück in der ehemaligen Cité Foch.
In dem Jahr 2003 ist dieser Turm mit der Hilfe eines Krans abgebaut worden.